# رنه مدوسک
رنه مدوسک (به انگلیسی: Rene Medvešek) (زاده ۲۱ ژوئن ۱۹۶۳) بازیگر کروات است.
از فیلم‌های معروف او می‌توان به بازی در فیلم مصلح اشاره کرد.